# Salamat (Provinz)
Salamat ist eine Provinz des Tschad und entspricht der vormaligen Präfektur gleichen Namens. Ihre Hauptstadt ist Am Timan. Die Provinz hat etwa 261.000 Einwohner.

## Geographie
Salamat hat eine Fläche von 63.000 km², liegt im Südosten des Landes und grenzt an die Zentralafrikanische Republik. Benannt ist die Provinz nach dem Fluss Salamat. In der Provinz liegt das Ramsar-Gebiet Plaines d’inondation des Bahr Aouk et Salamat, das eines der weltweit größten Schutzgebiete dieser Art ist.

### Untergliederung
Salamat ist in drei Départements eingeteilt:
| Département       | Hauptort          | Unterpräfekturen                    |
| ----------------- | ----------------- | ----------------------------------- |
| Aboudeïa          | Aboudeïa          | Aboudeïa, Abgué, Am Habilé          |
| Barh Azoum        | Am Timan          | An Timan, Djouna, Mouraye           |
| Haraze Mangueigne | Haraze Mangueigne | Haraze Mangueigne, Mangueigne, Daha |

## Wirtschaft
Die Bevölkerung in Salamat lebt hauptsächlich von Subsistenzwirtschaft, Viehzucht, Fischerei und Anbau von Hirse und Erdnüssen.
In der Provinz liegt zudem der Nationalpark Zakouma als Tourismusziel.